# ایمری (میسیسیپی)
ایمری (به انگلیسی: Amory) شهری در ایالت میسیسیپی کشور ایالات متحده آمریکا است که جمعیت آن در سرشماری سال ۲۰۱۰ میلادی، ۷٬۳۱۶
نفر بوده‌است.